# Afrikanische Kultur

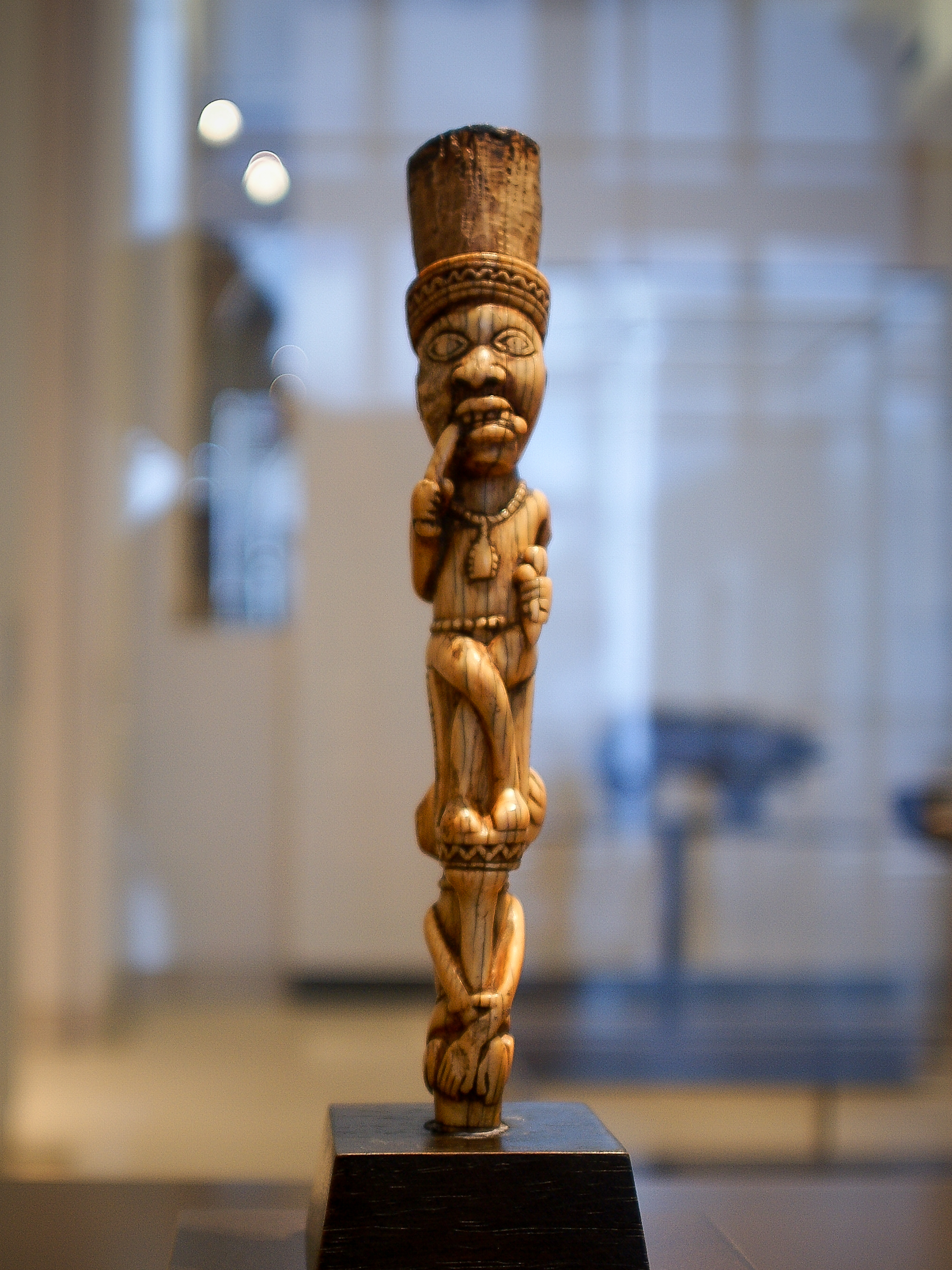
Yombe-Skulptur aus dem 19. Jahrhundert (Louvre, Paris)

Der Begriff einer afrikanischen Kultur ist im strengen Sinne nicht haltbar, da sich die jeweiligen Ethnien bzw. Staaten und Gesellschaftsschichten stark unterscheiden. Eine wichtige Abgrenzung bilden hierbei die verschiedenen Regionen in Nordafrika sowie andererseits das transsaharische Subsahara-Afrika. Die nordafrikanischen Staaten Ägypten, Libyen, Tunesien, Algerien sowie Marokko verstehen sich kulturell eher als Teil der arabischen Welt oder bestehen, wie in Marokko, auf der Vielfalt ihrer jeweiligen ethnisch begründeten Kulturen zwischen Berbern, Arabern oder Afrikanern.
Die Zuordnung von Staaten wie Mauretanien, Sudan, Madagaskar, Eritrea oder Äthiopien ist bei einer geografisch bedingten Einteilung ebenso problematisch, da die Landesgrenzen meist nicht mit den Ethnien und ihrer spezifischen Kultur übereinstimmen. Letztlich bleibt es den Menschen der jeweiligen ethnischen Gruppen vorbehalten, ihre kulturelle Zugehörigkeit zu definieren. So verstehen sich z. B. Sudanesen gleichzeitig als Mitglieder einer Ethnie, als Afrikaner oder akkulturierte Araber und natürlich auch als Mitglieder einer modernen Gesellschaftsschicht.
Aufgrund ihrer spezifischen christlichen Kultur haben die für Subsahara-Afrika untypische Malerei und das Kunsthandwerk einiger Ethnien Äthiopiens eine lange Tradition. Ihre Wurzeln liegen im alten nordafrikanisch-vorderasiatischen Kulturbereich. Sie hielten sich, eingebettet in der ungebrochen christlichen Tradition des Landes, bis heute. Mit Blick auf die rund zweieinhalb Jahrtausende alte Hochkultur-Geschichte darf Äthiopien als der einzige heute noch lebendige und deutlich sichtbare „Ausläufer“ der alten Mittelmeerzivilisation in Afrika bezeichnet werden.
Für den subsaharische Teil des Kontinents wurde das Konzept einer panafrikanischen Kultur insbesondere in den 1960er und 1970er Jahren ernsthaft diskutiert, nachdem viele afrikanische Staaten ihre Unabhängigkeit errungen hatten. Vor allem im Zusammenhang mit der Négritude wurde das Konzept einer panafrikanischen Kultur sehr populär.
Die tongebundenen und rhythmischen, dabei poetischen und bildreichen Niger-Kongo-Sprachen, die einen gemeinsamen Ursprung haben, sind im zentralen und südlichen Afrika weit verbreitet. Das könnte auf eine Basis einer gemeinsamen „Afrikanität“ hindeuten. Vor allem das sehr große Verbreitungsgebiet der eng miteinander verwandten Bantu-Sprachen zeigt neben den sprachlichen eine Vielzahl anderer kultureller Gemeinsamkeiten (z. B. Gerontokratie, Ahnenkult), die auf eine bäuerliche „Ur-Bantu-Kultur“ in der Savanne des westlichen Zentralafrikas (West-Kamerun und Ost-Nigeria) zurückgehen. Dazu gehört auch die von Carl Meinhof postulierte „Urbantu-Sprache“. Diese Pflanzerkultur verbreitete sich durch genetisch und linguistisch belegbare Wanderungsströme durch den tropischen Regenwald bis in das südliche und östliche Afrika.